# ViaSat
A ViaSat Inc. é uma empresa de comunicação com sede em Carlsbad, na Califórnia, que fornece equipamentos e serviços para comunicações militares e comerciais norte-americanos, principalmente em tecnologias relacionadas a satélite.

## Subdivisões

### WildBlue Communications
Esta entidade é um provedor de serviços de Internet via satélite de duas vias da ViaSat.

### Comsat Labs
Comsat Laboratories é um desenvolvedor de tecnologia e produto do grupo Viasat para sistemas de comunicação via satélite com foco em desenvolvimento de novas tecnologias para a transmissão por satélite de banda com extremamente alta taxa eficiência.

## Sistemas de segurança
Os discos rígidos Eclypt e as unidades USB externas produzidas pela Viasat são criptografados para garantir que os dados armazenados não possam ser recuperados se um computador ou dispositivo de armazenamento for roubado. As unidades Eclypt são usadas por governos, forças militares e agências de aplicação da lei.
O Viasat Critical Infrastructure Security foi introduzido em 2013, projetado para interromper violações de segurança e monitorar a operação de redes de grade usando inteligência em tempo real. O processo adiciona sensores criptografados às redes críticas de infraestrutura nacional e monitora todas as atividades anormais por meio de um centro de operações de segurança. A Viasat está trabalhando em conjunto com a Southern California Edison para aprimorar seus sistemas de segurança de infraestrutura crítica por meio de um financiamento do Departamento de Energia dos EUA destinado a melhorar a proteção da rede elétrica e da infraestrutura de petróleo e gás do país contra ataques cibernéticos.

### Comunicações governamentais
A Viasat também oferece serviços móveis de banda larga via satélite bidirecional para o governo dos Estados Unidos. As comunicações táticas para os militares dos EUA envolvem dados táticos, garantia de informações e comunicações via satélite. Links de dados táticos fornecem rede segura para voz e dados. A garantia de informações para dispositivos de criptografia permite a transferência de dados classificados em redes públicas. As comunicações via satélite fornecem inteligência em tempo real para funções de comando e controle. O governo dos EUA usa a tecnologia ArcLight em uma rede privada gerenciada que opera em links de satélite de banda Ku e também pode usar a rede global de satélites Yonder. O acesso de banda larga via satélite em todo o mundo que a Viasat oferece permite banda larga móvel aérea para comunicações em rota. A empresa tem um programa de mobilidade aerotransportada para jatos C-17 e criptografa as conexões de satélite para hub para o governo. O Satellite Access Manager (SAM) da Viasat apóia as missões do Departamento de Defesa por meio de inteligência aérea para operações de vigilância e reconhecimento. O SAM aumenta a utilização e a eficiência da largura de banda por meio de sistemas de monitoramento de rede em tempo real para os terminais de banda larga ArcLight2.

## Satélites
| Satélite          | Fabricante                                           | Data do lançamento    | Veículo de lançamento        | Estado             | Nota                                           |
| ----------------- | ---------------------------------------------------- | --------------------- | ---------------------------- | ------------------ | ---------------------------------------------- |
| WildBlue 1        | Space Systems/Loral                                  | 8 de dezembro de 2006 | Ariane 5 ECA                 | Ativo              | Anteriormente denominado de iSKY 1 e KaStar 1. |
| ViaSat 1          | Space Systems/Loral                                  | 19 de outubro de 2011 | Proton-M/Briz-M              | Ativo              | [ 15 ]                                         |
| ViaSat 2          | Boeing Satellite Systems                             | 1 de junho de 2017    | Ariane 5 ECA                 | Ativo              | [ 16 ]                                         |
| ViaSat 3 Americas | Space Systems/Loral (plataforma) ViaSat Inc. (carga) |                       | Ariane 5 ECA ou Falcon Heavy | Em construção      | [ 17 ]                                         |
| ViaSat 3 Asia     | Space Systems/Loral (plataforma) ViaSat Inc. (carga) |                       | Ariane 5 ECA                 | Em desenvolvimento | [ 17 ]                                         |
| ViaSat 3 EMEA     | Space Systems/Loral (plataforma) ViaSat Inc. (carga) |                       | Falcon Heavy ou Ariane 5 ECA | Em desenvolvimento | [ 17 ]                                         |
| ViaSat 3 TBD      | Space Systems/Loral (plataforma) ViaSat Inc. (carga) |                       |                              | Em desenvolvimento | [ 17 ]                                         |